# Benjamin Hübner
Benjamin Hübner (Wiesbaden, 4 de julho de 1989) é um futebolista profissional alemão que atua como zagueiro. Atualmente defende o Hoffenheim.

## Carreira
Nascido em Wiesbaden, Benjamin Hübner fez a sua estreia profissional na 2. Bundesliga pelo SV Wehen Wiesbaden em 18 de Maio de 2008, quando entrou como substituto de Benjamin Siegert aos 90 minutos num jogo contra o SC Freiburg.
Em 6 de maio de 2014, assinou um contrato de três anos com o FC Ingolstadt 04. Em 18 de Maio de 2016, assinou um contrato de quatro anos com a TSG 1899 Hoffenheim.
Em 6 de agosto de 2017, prorrogou o seu contrato de até então quatro anos com a TSG 1899 Hoffenheim, por mais um ano. Seu contrato com oTSG 1899 Hoffenheim vale até 30 de junho de 2021.